# Nicaragua-Kanal

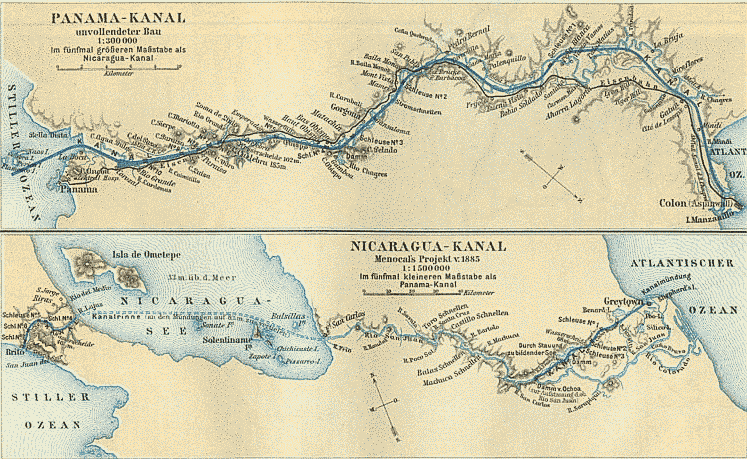
Entwürfe zu Panama-Kanal (oben) und Nicaragua-Kanal (unten) (um 1888)

Als Nicaragua-Kanal werden verschiedene historische und gegenwärtige Projekte zum Bau eines auf dem Staatsgebiet von Nicaragua verlaufenden Schifffahrtskanals bezeichnet, der wie der Panamakanal den Atlantik mit dem Pazifik verbinden soll.

## Geschichte
1539 entdeckte Diego Machuca den Río San Juan als Wasserstraße zwischen der Karibik und dem Nicaraguasee. Bereits in der frühen Kolonialzeit wiesen spanische Ingenieure ihre Herrscher auf die Möglichkeit eines Kanals hin und unterstrichen, dass mittels eines solchen leichter Produkte aus Peru importiert werden könnten und Spanien mit den Händlern des Fernen Ostens rivalisieren könnte. 1551 äußerte sich der spanische Chronist Francisco López de Gómara hierzu: „Man fasse nur den festen Entschluss, die Durchfahrt auszuführen, und sie kann ausgeführt werden. Sobald es am Willen nicht fehlt, wird es auch nicht an Mitteln fehlen.“ Vom spanischen König Philipp II. wird berichtet, dass er in der Landbrücke zwischen den beiden Meeren Gottes Schöpfung sah, die zu verbessern dem Menschen nicht zustünde. Die eigentlichen Gründe für das „Einschlafen“ des Projekts dürften allerdings weniger in religiösen Überlegungen als vielmehr Fragen der praktischen Umsetzung gelegen haben.

### Erste Planungen

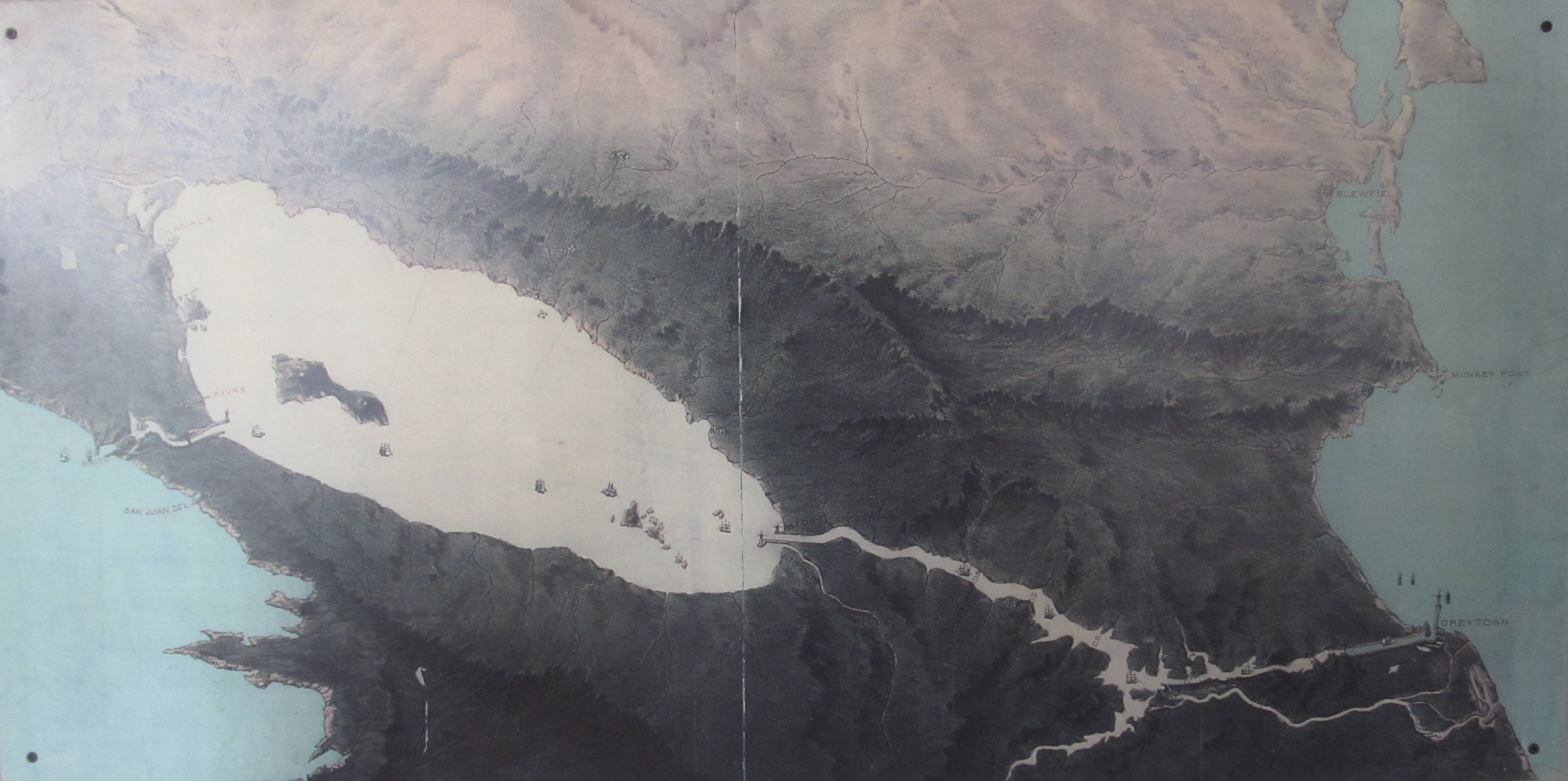
Früher Entwurf des Nicaraguakanals

1826 griff der zentralamerikanische Kongress das Projekt erneut auf und erließ ein Gesetz über den Bau eines Kanals durch Nicaragua. Da die beauftragte US-Firma lange nicht mit Vermessungsarbeiten begann, nahm man 1829 Kontakt zu Gesandten des niederländischen Königs Wilhelm I. auf, der jedoch ab dem darauf folgenden Jahr mit der belgischen Revolution zu kämpfen hatte und 1840 abdankte. Ebenfalls 1840 verfasste der US-amerikanische Diplomat und Forschungsreisende John Lloyd Stephens eine detailreiche Machbarkeitsstudie für einen Nicaragua-Kanal, die jedoch folgenlos blieb. 1846 unternahm man erneut einen Versuch: Ein nicaraguanischer Diplomat in Belgien schloss mit Louis Napoléon Bonaparte einen Vertrag zum Kanalbau – ebenfalls ohne Folgen.

### Kalifornischer Goldrausch
Als 1848 der Kalifornische Goldrausch begann, die transkontinentale Eisenbahn zwischen New York und San Francisco noch nicht existierte und große Menschenmassen und mit ihnen Versorgungsgüter von der Ostküste an die kalifornische Küste gelangen wollten, sicherte sich der US-Eisenbahnmillionär Cornelius Vanderbilt für seine „American Atlantic and Pacific Ship Canal Company“ die exklusiven Transitrechte für zwölf Jahre auf dem Seeweg von San Juan del Norte an der Karibikküste, das damals noch Greytown genannt wurde, über den Río San Juan und den Nicaraguasee sowie auf dem Landweg nach San Juan del Sur am Pazifik. Später firmierte das Unternehmen unter „Accessory Transit Company“. Vanderbilt verdiente genug an den Transiteinnahmen, so dass ein Kanalbau für ihn nicht interessant war.

### Mögliche Alternative zum Panamakanal
1850 unterzeichneten Großbritannien und die Vereinigten Staaten ohne Beteiligung Nicaraguas den Clayton-Bulwer-Vertrag, in dem sie sich gemeinsam das Recht auf den Bau eines interozeanischen Kanals durch Nicaragua einräumten. Acht Jahre später beauftragten die Nicaraguaner den Franzosen Félix Belly mit dem Kanalbau. Die US-Regierung schickte daraufhin Kanonenboote an die beiden Küsten Nicaraguas und erzwang einen Vertrag zu ihren Gunsten. Doch die favorisierte Investorengruppe bevorzugte den Kanalbau durch Panama, nicht zuletzt, weil US-Investoren ab 1850 den Bau einer Panama-Eisenbahn begonnen hatten.
Um den Nicaraguasee ganz in seinen Besitz zu bekommen und Costa Rica jeden Anspruch auf Mitsprache bei dem Projekt des interozeanischen Kanals zu verwehren, bemühte sich Nicaragua fortwährend, Costa Rica das 1825 abgetretene Gebiet von Guanacasu wieder zu entreißen und die Mündung des Río San Juan allein zu besitzen.

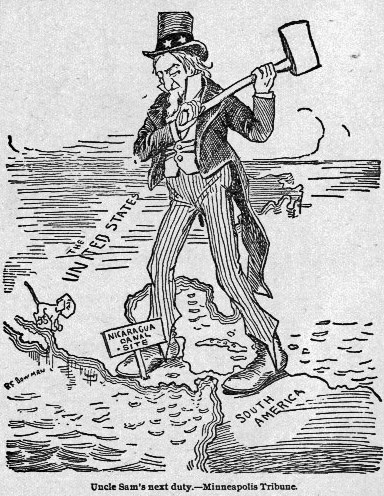
Karikatur aus dem Jahre 1895

Ein neues Projekt zur Herstellung eines Kanals wurde vom US-amerikanischen Ingenieur Aniceto G. Menocal im Jahr 1885 ausgearbeitet, doch die Aussichten auf die Verwirklichung waren gering.

### Frelinghuysen-Zavala-Vertrag
Gegen Ende der Präsidentschaft von Chester A. Arthur wurde dem Senat der Vereinigten Staaten der mit Nicaragua ausgehandelte Frelinghuysen-Zavala-Vertrag zur Ratifikation vorgelegt. Der Kontrakt garantierte den Vereinigten Staaten gegen Zahlung von vier Millionen US-Dollar die Kontrollrechte über einen zwölf Meilen breiten Landstreifen, in dem der Kanal sein Bett finden sollte. Obwohl im Senat eine Mehrheit zugunsten des Vertrags zu erwarten gewesen wäre, wurde dieser nach Intervention des im März 1885 ins Amt gekommenen Präsidenten Grover Cleveland nicht angenommen. Einen besonderen Grund für die Ablehnung des Kontrakts bildete insbesondere die Befürchtung, bei Ratifizierung würden die Vereinigten Staaten mit der Regierung Nicaraguas eine Allianz eingehen, die sowohl der historisch begründeten Politik der USA sowie dem nach wie vor aufrechten Clayton-Bulwer-Vertrag widersprach.

#### Maritime Canal Company
Nach Scheitern des Frelinghuysen-Zavala-Vertrags organisierten sich private finanzkräftige Interessenten als Maritime Canal Company. Sie trafen Übereinkünfte mit Nicaragua und dem uferanliegerrechtlich betroffenen Costa Rica und suchten 1887 beim Kongress der Vereinigten Staaten um Genehmigung der Gesellschaftsgründung sowie -tätigkeit (Charter) nach. Man war überzeugt, über ausreichende Geldmittel zur Fertigstellung des Vorhabens binnen zehn Jahren zu verfügen und dem vom Kongress geforderten Verzicht auf jedwede staatliche Finanzhilfe (Holman Amendment) entsprechen zu können.
Neue Aufnahmen durch US-amerikanische Ingenieure waren seit Dezember 1887 im Gang, endgültige Vermessungsarbeiten sowie Landkarten lagen 1892 vor. In Greytown wurde ein Hauptquartier errichtet, das Wohnkasernen, ein Spital sowie Werkstätten umfasste. Auf einer Länge von zehn Meilen wurden Abholzungen vorgenommen, und eine Meile Kanalbett wurde fertiggestellt.
Ab 1890 nahm der Einfluss der Vereinigten Staaten auf die Privatgesellschaft und die Kontrolle des Projekts zu. Ein Gesetzesentwurf sah die Garantie für Gesellschaftsobligationen im Ausmaß von 100 Millionen US-Dollar vor. Der Kongress verwarf die Garantie, und die Maritime Canal Company konnte 1893 unter dem Druck der herrschenden Finanzkrise kein weiteres Privatkapital beschaffen. Bis 1897, dem Ende der vom Kongress genehmigten Tätigkeit der Gesellschaft, unterblieben jegliche weitere Ausbauschritte auf der nicaraguanischen Landenge.
Auch für die am 9. Juni 1899 vom Präsidenten der Vereinigten Staaten (wieder)bestätigte Nicaragua Canal Commission war der Auftrag, „sämtliche möglichen Canalwege zu untersuchen“, nur bedingt zwingend zu verstehen, da sowohl politisch als auch finanziell ein Vorzug für das Panamakanal-Projekt gegeben war.

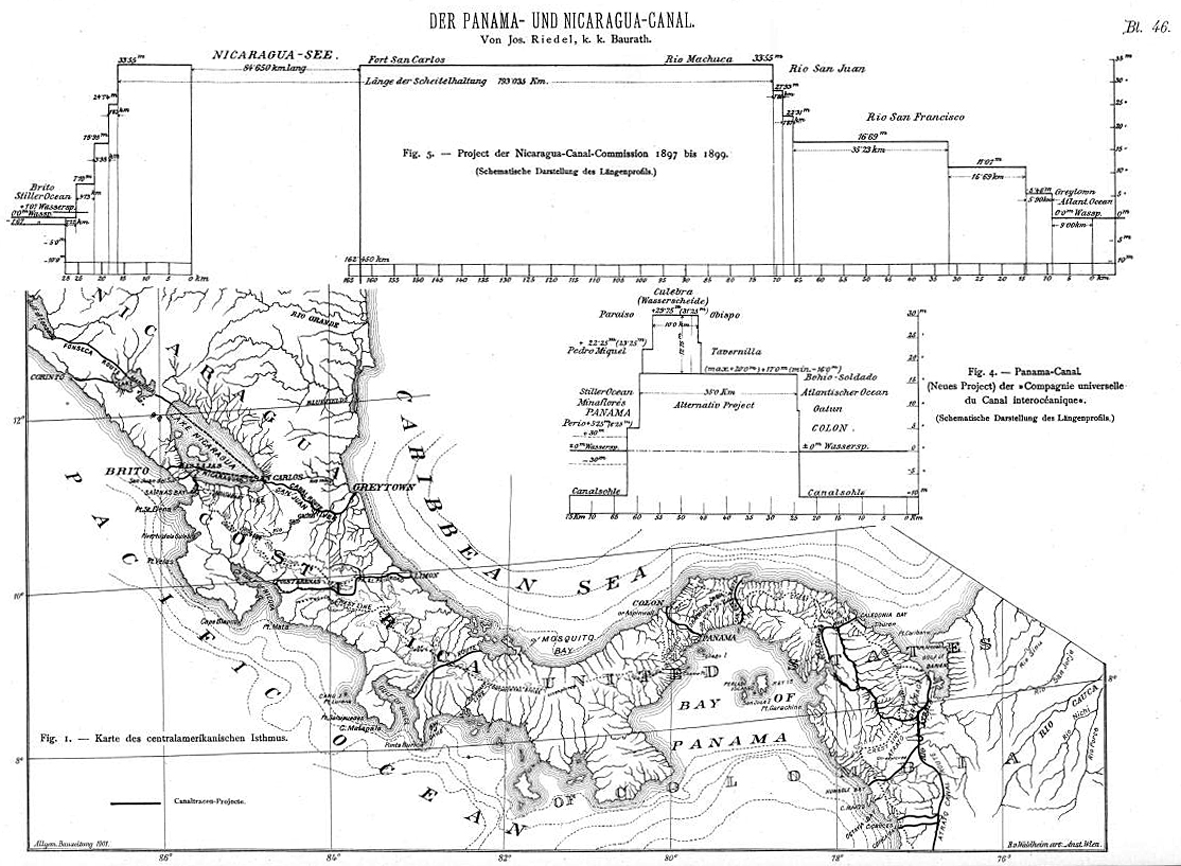
Panama- und Nicaragua-Canal, Längenprofile (1901)

Nachdem der nicaraguanische General José Santos Zelaya Verhandlungen mit der deutschen und japanischen Regierung über den Bau des interozeanischen Kanals unter nicaraguanischer Souveränität aufgenommen hatte, zwangen die USA 1909 den 16 Jahre diktatorisch in Nicaragua regierenden Zelaya durch einen Militäraufstand, in den US-Marines eingriffen, zum Rücktritt.
Im Jahr der Einweihung des Panamakanals 1914 sicherten sich die USA von Zelayas Nachfolger, Adolfo Díaz, im Chamorro-Bryan-Vertrag gegen 3 Millionen US-Dollar „auf ewig“ das exklusive Recht zum Bau des 278 km langen, interozeanischen Kanals durch das immer wieder von schweren Erdbeben erschütterte zentralamerikanische Land. Der Vertrag wurde nicht in der Absicht unterzeichnet, die Chance zu nutzen, sondern nur, um ein Alternativprojekt des Panamakanals zu verhindern, welches dessen wirtschaftlichen Erfolg hätte gefährden können. Nicaragua wurde dadurch die Möglichkeit genommen, aus seiner geografischen Lage wirtschaftlichen Nutzen zu ziehen.

#### Bunau-Varilla

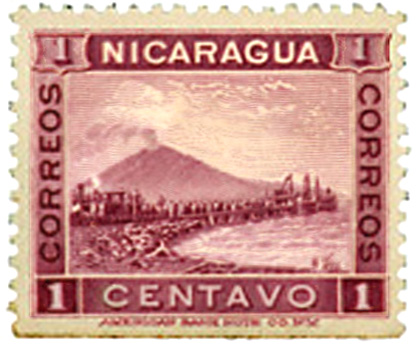
Briefmarke mit dem Momotombo

Eine Nebengeschichte zur Nicht-Auswahl der Nicaragua Route für den Kanal zwischen Pazifik und Atlantik ist die Aktion des Philippe Bunau-Varilla, der als Investor in die 'Compagnie Nouvelle du Canal de Panama', die 'Neue Panamakanal Gesellschaft', natürlich größtes Interesse daran hatte, dass die USA sich für den Kanalbau in Panama entschied. Neben Vorträgen, in denen er die Vorteile der Streckenführung durch Panama propagierte, besorgte er sich nicaraguanische 1-Centavo Briefmarken, auf denen der Vulkan Momotombo Rauch spie. Der Momotombo ist zwar weit vom Nicaraguasee entfernt, aber auch im See selbst gibt es zwei Vulkane, von denen der Concepción auch noch aktiv ist. Er sorgte dafür, dass jeder US-Senator eine der Briefmarken erhielt. In wie weit diese Aktion die Abstimmung beeinflusste, ist nicht belegt. Belegt ist nur der Hay-Bunau-Varilla-Vertrag.

### Gescheitertes Projekt „El Gran Canal“

Vorgeschlagene Routen für den Nicaragua-Kanal

Da um das Jahr 2000 der Panamakanal für einige (post-Panamax-)Frachtschiffe zu eng geworden war, wurden in Mexiko, in Kolumbien und in Nicaragua alte und neue Pläne für einen Kanalbau erwogen.

#### Ankündigungen und Vorbereitungen in Nicaragua
1999 richtete der nicaraguanische Präsident Arnoldo Alemán im Präsidentenpalast unter dem Namen „El Gran Canal“ eigens ein Büro ein, das sich mit der Kanalidee beschäftigen sollte und eine Abwandlung des klassischen Kanalverlaufs verfolgte. Um absehbare Konflikte mit Costa Rica zu vermeiden, dem das Südufer des Río San Juan gehört, sollte der Kanal weiter nördlich verlaufen. Im selben Jahr wurde ein Gesetz erlassen, das Enteignungen zugunsten des Kanalbaus erlaubte. Monkey Point, eine kleine Siedlung an der Atlantikküste, sollte zu einem riesigen Hochseehafen umgebaut werden. Dort lebt das vom Aussterben bedrohte Volk der Rama, und es kam früh zu Übergriffen durch bewaffnete Gruppierungen, die Gebiete besetzten und die Bewohner vertrieben.
Im Oktober 2006 kündigte Präsident Enrique Bolaños Geyer einen auf alten Plänen basierenden Bau des Kanals an. Der Kanal sollte demnach 280 Kilometer lang werden und 18 Milliarden US-Dollar kosten. Schiffe mit einem Volumen bis zu 250.000 Tonnen könnten den Kanal benutzen, während der Panama-Kanal in seiner damaligen Form nur Schiffe bis 80.000 Tonnen erlaubte.
Im Oktober 2009 gab es Verhandlungen mit der Regierung der Vereinigten Arabischen Emirate über die Finanzierung des Kanals. Die Gespräche fanden zwischen dem Außenminister der VAE, Sheikh Abdullah bin Zayed, und Daniel Ortega statt.
Im Juli 2012 stimmte das Parlament von Nicaragua einem Gesetzesentwurf zum Bau des Nicaraguakanals zu. Die beiden Unternehmen SIT und Cinn, in denen jeweils Politiker tätig sind, konkurrierten erbittert um die Vergabe des Baurechts. Die Baukosten sollten etwa 1,3 Milliarden US-Dollar betragen.
Am 14. Juni 2013 billigte die Nationalversammlung die Erteilung der Konzession für den Bau des Kanals an ein Hong Kong Nicaragua Canal Development Investment (HKND) genanntes, von dem chinesischen Investor Wang Jing gegründetes und kontrolliertes Unternehmen mit Sitz in Hongkong. Die Baukosten wurden mittlerweile mit 40 Milliarden US-Dollar angegeben. Der Staat Nicaragua hatte mit 51 % Mehrheitseigentümer werden sollen, während HKND 49 % der Anteile übernommen hätte. Geplant waren auch eine Eisenbahnverbindung, eine Pipeline, zwei Häfen und ein Flughafen. Der Verlauf war bei der Konzessionserteilung jedoch noch unklar. Der Río San Juan könne, so die NZZ, aufgrund seiner Grenzlage jedenfalls nicht genutzt werden. Der Baubeginn hätte im Juni 2014 erfolgen sollen, und de Bauzeit fünf Jahre betragen. HKND hätte den Kanal 100 Jahre lang betreiben dürfen.
Im Sommer 2014 gab HKND die Streckenführung des „El Gran Canal“ von der Mündung des Río Punta Gorda an der Karibikküste zur Mündung des Río Brito auf der Pazifikseite bekannt. Der Kanal sollte mit der geplanten Streckenführung eine Länge von 278 Kilometern sowie eine Breite zwischen 230 und 530 Metern haben.

#### Symbolischer Spatenstich
Am 22. Dezember 2014, neun Tage vor Ablauf der angekündigten Frist, kündigte die nicaraguanische Regierung den ersten Spatenstich des Kanalbaus an, doch fehlten noch immer eine aktuelle Machbarkeitsstudie und genaue Studien zu den Umweltauswirkungen. Auch die Finanzierung war nicht geklärt. Bei einer Recherche vor Ort fand ein Reporter von Bloomberg Business 2015 keinerlei Hinweise darauf, dass die Bauarbeiten begonnen hätten. Zwei Jahre später, im August 2017, erklärte der Sprecher des Kanal-Projektes, Telémaco Talavera, dass das Projekt fortschreite, es aber noch keinen Termin für den Baubeginn gäbe. Es würden noch Studien durchgeführt.
Der Vertreter des Staates in der Kommission, die den Fortschritt des Projekts überwachen sollte, war der Sohn des Präsidenten, Laureano Ortega. Allerdings schien die Kommission im Sommer 2017 schon ein Jahr lang nicht mehr zusammengekommen zu sein. Angesichts des immer noch nicht erfolgten Baubeginns wurde über die Nutznießer des Vertrags spekuliert und über Bereicherung, alleine durch die Enteignungen. Aufgrund der willkürlichen Enteignungen kam es zu landesweiten Protesten gegen weitere Absichten der Regierung im April und Mai 2018, koordiniert vom Consejo Nacional para la Defensa de la Tierra, Lago y Soberanía unter Leitung von Francisca Ramírez Tórrez.
Mittlerweile war der Panamakanal zwischen 2007 und Juni 2016 erweitert worden. Ein neues drittes Schleusenpaar erlaubt seither Schiffen der Neopanamax-Klasse die Durchfahrt.

#### Ende der HKND Group
Das Büro der Kanalgesellschaft im International Finance Centre in Hongkong wurde im April 2018 geschlossen. Die Vermutungen über das endgültige Aus für das Vorhaben wurden zur Gewissheit, als Wang Jing im September 2021 von der Shanghai Stock Exchange ausgeschlossen wurde. Im Mai 2024 entzog Nicaraguas Regierung dem chinesischen Bau- und Betreiber-Konsortium HKND Group die Konzession. Man wolle das Bauprojekt nun unter staatlicher Regie fortsetzen. Seit dem symbolischen Spatenstich im Jahr 2014 wurden jedoch keinerlei Arbeiten ausgeführt, die dem Kanal-Projekt zugeordnet werden könnten.

#### Kritik aufgrund möglicher Auswirkungen auf umliegende Ökosysteme
Am 20. Februar 2014 warnten Axel Meyer von der Universität Konstanz und Jorge Huete-Pérez, Präsident der nicaraguanischen Akademie der Wissenschaften, in einem Kommentar in Nature ungewöhnlich scharf vor möglichen Auswirkungen auf umliegende Ökosysteme. Es würden 400.000 Hektar Regenwald und Feuchtgebiete zerstört, die den Lebensraum von bereits gefährdeten Tierarten wie dem Mittelamerikanischen Tapir, dem Geoffroy-Klammeraffen oder dem Jaguar bilden, die Rechte einer Vielzahl autonomer indigener Bevölkerungsgruppen bedroht und wissenschaftlich bedeutsame, unberührte terrestrische und lakustrische Ökosysteme gefährdet. Darüber hinaus läuft die Strecke durch das Cerro Silva Natural Reserve und könnte weitere umliegende Ökosysteme wie das Bosawás Biosphere Reserve oder das Indio Maíz Biological Reserve gefährden, die den letzten Zufluchtsort vieler gefährdeter Spezies darstellen. Die geplante Kanalstrecke wäre durch den Nicaraguasee verlaufen. Dies habe nicht nur einen unvermeidlichen Salzeintrag in das größte Trinkwasser-Reservoir Mittelamerikas zur Folge, sondern führe auch zur Ansiedlung invasiver Spezies mit „katastrophalen“ Auswirkungen auf lokale Populationen. Der mit dem Bau und der Benutzung einhergehende Schadstoffeintrag sowie Störungen des Sauerstoffgehalts würden eine Vielzahl von endemischen Fischarten gefährden. Weiter würde das Projekt den Bau eines Schleusensystems in erdbebengefährdetem Gebiet erfordern, was eine Gefährdung der Trinkwasserversorgung und erhöhtes Flutrisiko mit sich brächte. Die geplante Kanaltiefe von 27,6 Meter betrug fast das Doppelte der mittleren Tiefe des Nicaraguasees von 15 Meter. Mit einer angedachten Kanalbreite von 520 Metern müsste der Nicaraguasee umfangreich ausgebaggert werden. Hierbei fielen Millionen Tonnen Sediment an, die in anderen Seeteilen oder an Land entsorgt werden müssten.
In einem Interview mit dem Wissenschaftsmagazin Spektrum der Wissenschaft vermutete Axel Meyer im März 2014, dass geopolitische Interessen Chinas die treibende Kraft hinter dem Alternativprojekt zum Panamakanal darstellen, da mit dem Kanal nicht nur eine Alternativverbindung zur bestehenden Atlantik-Pazifik-Wasserstraße bereitstünde, sondern mit der Baukonzession auch umfangreiche Rohstoffabbau- und Landnutzungsrechte übertragen würden. Das juristische Konstrukt des Vertrages sei so angelegt, dass der Staat keine Handhabe auf die Art und Weise der Investitionen hätte, sodass Geld auch in private Hände fließen könnte. Ein Novum sei jedoch, dass HKND bereits im Vorfeld von allen ökonomischen und ökologischen Folgekosten freigesprochen werde. Weiter würden die für den Bau notwendigen Umweltgutachten nicht – wie sonst üblich – von unabhängigen Fachleuten erstellt, sondern von der HKND-Group selbst. Es seien bereits 30 Klagen indigener Bevölkerungsgruppen gegen den Regierungsbeschluss eingegangen, unter anderem wegen ausgebliebener Konsultation bezüglich des Bauvorhabens. Diese Konsultationen begannen erst Mitte 2014. Schätzungen zufolge leben mehr als 100.000 Menschen auf dem Gebiet des geplanten Kanals, darunter auch viele indigene Gruppen. Zahlreiche Nichtregierungsorganisationen, darunter Amnesty International, lehnten den Kanalbau wegen der damit verbundenen Enteignungen ab.